# دهستان شش پیر
دهستان شش پیر نام دهستانی در بخش مرکزی شهرستان سپیدان، استان فارس در ایران است. براساس سرشماری مرکز آمار ایران در سال ۱۳۸۵، جمعیت آن 8197 نفر بوده‌است.